# 附鬼
附鬼（dybbuk）是犹太传说中描述的一种会附身的鬼魂。据传说，如果死者生前有罪，那死后便会成为游魂，还能进入生者的体内，并控制其行为。